# Aegus myrmidon
Aegus myrmidon es una especie de coleóptero de la familia Lucanidae. La especie fue descrita científicamente por Carl Gustaf Thomsonn en 1856.

## Subespecies
- Aegus myrmidon myrmidon Thomson, 1856
- Aegus myrmidon venustus (Bomans, 1993)

= Aegu venustus Bomans, 1993
= Aegus myrmidon legrandi Nagai, 1994

## Distribución geográfica
Habita en la Península de Malaca, Borneo y Sumatra.